# Middenbeemster

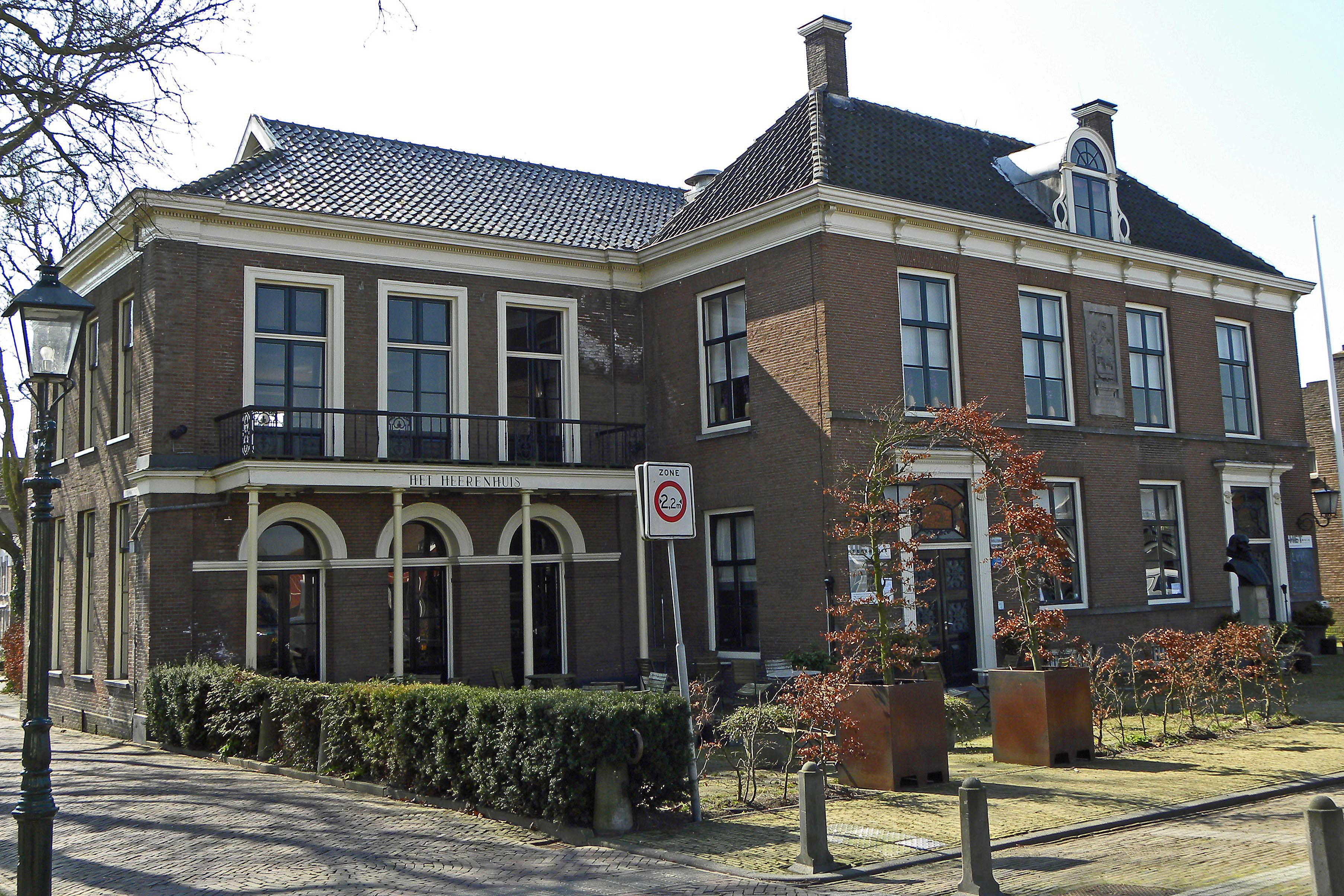
Middenbeemster: la Heerenhuis

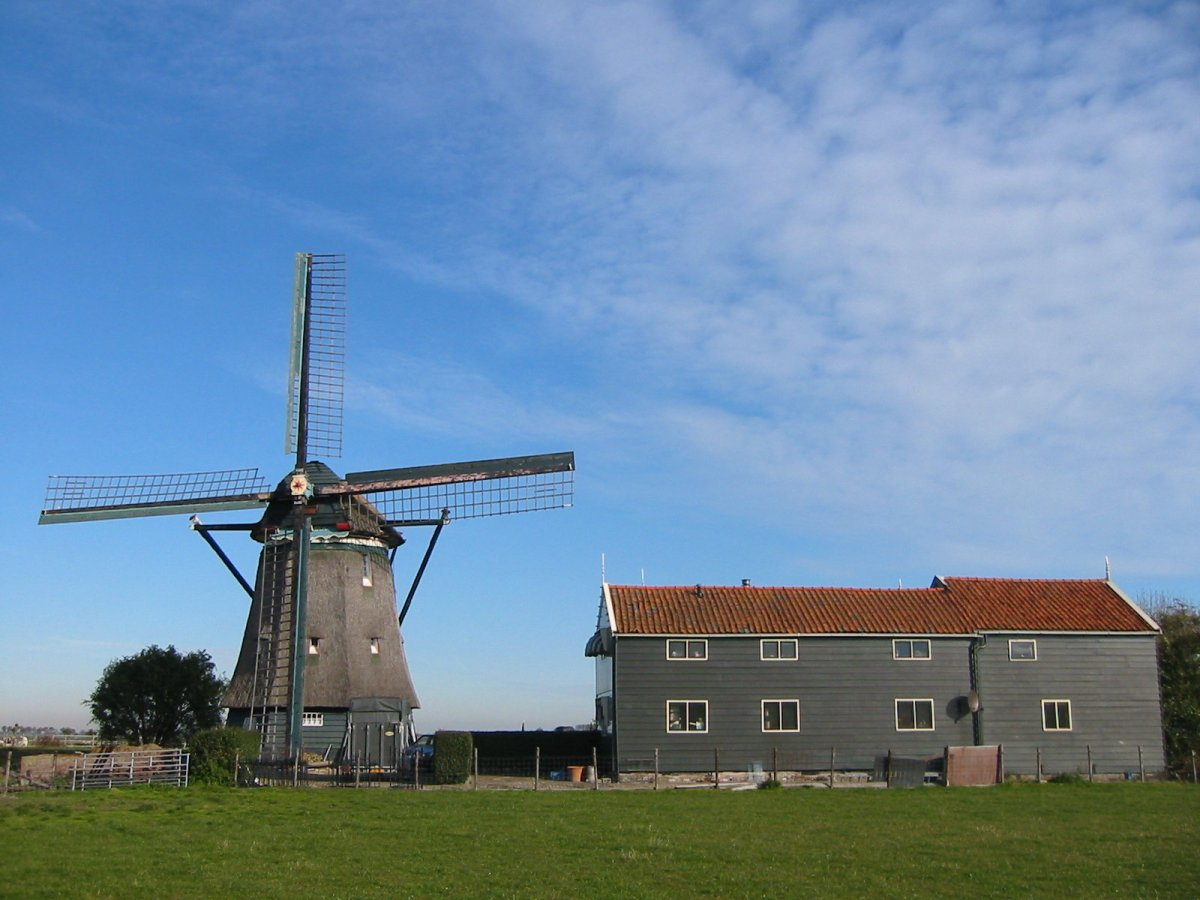
Middenbeemster: il mulino "De Nachtegaal"

Middenbeemster è un villaggio di circa 3.500 abitanti del nord-ovest dei Paesi Bassi, facente parte della provincia dell'Olanda Settentrionale (Noord-Holland) e situata nella regione del Waterland. È il capoluogo della municipalità di Beemster

## Geografia fisica
Middenbeemster si trova a pochi chilometri a nord-ovest di Purmerend.

## Monumenti e luoghi d'interesse
Middenbeemster vanta 66 edifici classificati come rijksmonumenten.

### Architetture religiose

#### Chiesa protestante
Principale edificio religioso di Middenbeemster è la chiesa protestante: situata nella Middenweg, fu costruita nel 1623 su progetto di Hendrick de Keyser il Vecchio.

### Architetture civili

#### Heerenhuis
Altro edificio d'interesse di Middenbeemster è la Heerenhuis: situata nella Rijperweg, risale al 1826 e ora è stata trasformata in ristorante.

#### Mulino "De Nachtegaal"
Altro edificio d'interesse è inoltre il mulino "De Nachtegaal", un mulino a vento, risalente al 1669.

## Società

### Evoluzione demografica
Middenbeester conta una popolazione pari a 3.502, in prevalenza (50,25%) costituita da persone di sesso maschile.

## Geografia antropica
Buurtschappen
- Oostbeemster (gran parte)
- Zuidbeemster (gran parte)